# Salem, Rystad
Salem, Rystad är en kyrkobyggnad i Rystad, Linköpings kommun. Kyrkan tillhörde från början Helgelseförbundet som uppgick i Evangeliska Frikyrkan.

## Instrument
I kyrkan finns en harmonium.